# Беломорская улица (Санкт-Петербург)
Беломо́рская улица — улица в Красногвардейском районе Санкт-Петербурга. Проходит от Зарубинской до Камышинской улицы.

## История

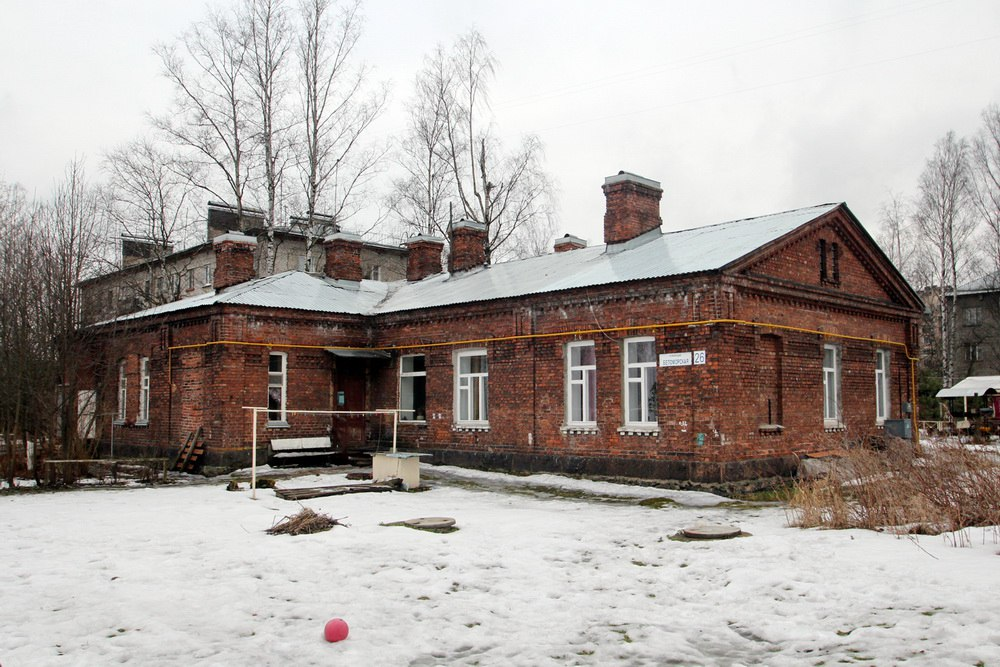
Дом № 26 по Беломорской улице

Изначально улица называлась Зиновьевской улицей в честь генерала-адъютанта Николая Васильевича Зиновьева.
Современное название Беломорская улица присвоено 22 февраля 1939 года (переименования во избежание ассоциаций с Григорием Зиновьевым, партийным руководителем Ленинграда).

## Здания и сооружения
- Дома № 22, 26, 28 — здания в кирпичном стиле, построенные в конце XIX — начале XX веков. Входили в комплекс Главного артиллерийского и Морского полигонов[2].

## Транспорт
Ближайшая к Беломорской улице станция метро — «Ладожская».

## Пересечения
- Камышинская улица
- Ковалёвская улица
- Рябовское шоссе
- Тютчевская улица
- Зарубинская улица